# Where No Man Has Gone Before
"Where No Man Has Gone Before" é o segundo piloto da série de ficção científica Star Trek. Foi produzido em 1965 depois do primeiro piloto, "The Cage", foi rejeitado pela NBC. Ele foi eventualmente transmitido como o terceiro episódio da primeira temporada em 22 de setembro de 1966.
"Where No Man Has Gone Before" foi escrito por Samuel A. Peeples, dirigido por James Goldstone e filmado em julho de 1965. Foi primeiro episódios de Star Trek a ter William Shatner como Capitão James T. Kirk, James Doohan como Montgomery Scott e George Takei como Sulu. Neste episódio, a nave estelar USS Enterprise faz uma jornada para a fronteira da galáxia, onde dois tripulantes desenvolvem perigosos poderes psíquicos. O título do episódio foi adotado como a frase final da narração dos créditos iniciais que notoriamente caracteriza a franquia Star Trek.

## Enredo
A nave estelar USS Enterprise está em uma missão de exploração para deixar a galáxia. No caminho, ela encontra o gravador da "caixa preta" da SS Valiant, uma nave da Terra que estava perdida há anos. O gravador de 200 anos mal está funcionando, porém indica que a Valiant foi tirada de seu curso por uma tempestade magnética. Ela guarda os últimos momentos da nave, e mostra que a tripulação estava procurando freneticamente por informações sobre percepção extrassensorial na biblioteca do computador da nave. A fita termina com o capitão da Valiant ordenando a auto-destruição da nave.
O Capitão James T. Kirk decide que eles precisam saber o que aconteceu com a Valiant, e a Enterprise cruza a fronteira da galáxia. Ela encontra um estranha barreira, que causa sérios danos aos sistemas elétricos da nave, forçando sua volta. Ao mesmo tempo, o piloto Gary Mitchell e a psiquiatra Dr. Elizabeth Dehner ficam inconscientes pelo efeito do campo. Depois de acordarem, os olhos de Mithcell ficam da cor prata, e logo ele começa a mostrar incríveis poderes psiônicos.
Com o passar do tempo, Mitchell fica cada vez mais arrogante e hostil com o resto da tripulação, declarando que ele se tornou divino. Ele impõe seus desejos com temíveis poderes telepáticos e telecinéticos. Spock acredita que a Valiant de ter passado pelo mesmo fenômeno e que sua tripulação desenvolveu poderes semelhantes também. Os outros tripulantes devem ter destruído a nave para impedir que o poder se espalhasse pela galáxia. Spock diz que Kirk pode ter de destruir Mitchell antes que seus poderes cresçam mais, porém o capitão se recusa.
Kirk, alarmado que Mitchell possa tomar o controle da Enterprise, decide abandoná-lo em uma fábrica de lítio no remoto planeta de Delta Vega. Lá, o grupo de desembarque tenta confinar Mitchell, porém seus poderes são muito grandes. Ele mata o navegador, Tenente Lee Kelso, e escapa, levando a Dr. Dehner, que desenvolveu poderes similares, com ele.
Kirk o segue e apela para a humanidade de Dehner pedindo ajuda. Enquanto Mitchell se prepara para matar Kirk com seus poderes, Dehner ataca Mitchell para enfraquece-lo. Mitchell machuca fatalmente Dehner, porém antes de recarregar seus poderes, Kirk cria um deslizamento de rochas, matando Mitchell.
De volta a pote, Kirk coloca em seu diário que tanto Mitchell como Dehner deram suas vidas "no cumprimento do dever", racionalizando que eles não pediram por aquilo que aconteceu.

## Produção
O piloto original de Star Trek, "The Cage", foi rejeitado pelos executivos da NBC em fevereiro de 1965. O programa foi vendido como um "vagão de trem para as estrelas", e eles acharam que o primeiro piloto não correspondeu ao formato de aventura que foi prometido e que era "muito cerebral" para o público geral. Entretanto, a NBC manteve interesse suficiente no formato para encomendar um segundo piloto em março de 1965.
Gene Roddenberry mais tarde disse em um programa de TV em 1968 de que como o primeiro piloto, este piloto também tinha muitos elementos de ficção científica, porém no final terminou com Kirk em um combate corpo a corpo com o divino Mitchell que, segundo ele, foi o que vendeu Star Trek para a NBC.
Roddenberry escreveu dos contornos de história, "The Omega Glory" e "Mudd's Women". Ele escreveu um roteiro para o primeiro e deu o segundo para Stephen Kendel escrever. Roddenberry pediu para seu associado de longa data e roteirista veterano Samuel A. Peeples enviar ideias para outra história. Peeples veio com a premissa e título para "Where No Man has Gone Before", e foi designado para escrevê-lo.
Kendel adoeceu e seu roteiro não foi finalizado a tempo; os outros dois foram submetidos para consideração da NBC. A NBC preferiu "Where No Man Has Gone Before" como piloto. "Mudd's Women" foi mais tarde o segundo episódio em produção regular, e "The Omega Glory" foi produzido no final da segunda temporada.
A seleção de elenco ocorreu em junho de 1965. Jeffrey Hunter não estava disponível para reprisar seu papel de Capitão Christopher Pike, e William Shatner foi escolhido como seu substituto, Capitão James T. Kirk. A personagem Número Um, a mulher primeira oficial, foi descartada. O único personagem do primeiro piloto mantido para o segundo foi o Oficial de Ciências Spock, interpretado por Leonard Nimoy, que recebeu o comportamento sem emoções de Número Um. Spock foi mantido apesar das pressões da NBC, que achava sua aparência muito "satânica".
Além de Kirk, o episódio também introduziu outros dois personagens regulares do programa: James Doohan como o Engenheiro Chefe—o nome Montgomery Scott foi escolhido depois de Doohan ter experimentado vários sotaques e decidido que o engenheiro deveria ser escocês—e George Takei como o físico Sulu, que mais tarde se tornaria o piloto da Enterprise. Uhura não apareceu,nem o Dr. Leonard McCoy; o médico da nave era o Dr. Mark Piper, interpretado por Paul Fix. Piper tinha a intenção de ser um regular, e DeForest Kelley—que eventualmente interpretou McCoy na série—foi considerado para o papel.
Gary Lockwood, escolhido para interpretar o Tenente-Comandante Gary Mitchell, havia estrelado no papel principal da série anterior de Roddenberry, The Lieutenant. A outro convidado de papel importante era Elizabeth Dehner, interpretado por Sally Kellerman. Ambos os atores necessitavam de olhos prata, que foram produzidos por um especialista na fabricação de lentes de contato, que prensou papel-alumínio enrugado entre duas lentes de contato esclerais. Essas lentes eram obsoletes até para a década de 1960 e perigosa para a saúde dos olhos dos atores. Apesar de Kellerman conseguir colocar e tirar suas lentes com facilidade e sem desconforto, Lockwood as achou quase impossível de se usar. Ele precisava erguer seu rosto e olhar para o seu nariz para poder ver entre os pequenos buracos no alumínio. Ele usou essa postura para realçar sua interpretação como o Mitchell em mutação, já que o olhar incomum lhe davam um comportamento arrogante e orgulhoso.
Outros membros do elenco incluiam Paul Carr como o navegador Lee Kelso, Lloyd Haynes como o Oficial de Comunicação Alden e Andrea Dromm como Ordenança Smith (Alden e Smith foram destinados a ser regulares, porém foram substituídos por Uhura e Janice Rand, respectivamente). Este episódio também marca a primeira aparição do figurante Eddie Paskey; seu personagem mais tarde seria identificado como Tenente Leslie.
Os figurinos de "The Cage" foram reusados em "Where No Man Has Gone Before", porém seriam alterados depois da série entrar em produção normal, com as cores alteradas e colarinhos pretos introduzidos. A maioria dos cenários da Enterprise também foram reusados do primeiro piloto, enquanto a enfermaria foi o único grande cenário construído para este episódio. Como "The Cage", o episódio foi filmado nos estúdios da Desilu em Culver City.
O episódio foi dirigido por James Goldstone. Ernest Haller, vencedor do Oscar de Melhor Fotografia Colorida em 1940 por Gone With the Wind, foi o diretor de fotografia. Ele foi trazido da semi-aposentadoria no último minuto seguindo uma recomendação de Goldstone. Robert H. Justman foi creditado como diretor assistente.
As filmagens começaram em 19 de julho de 1965, vários dias depois do que havia sido originalmente agendado. Durante as filmagens, um ninho de vespas nas vigas do estúdio de alguma forma foi perturbado, e muitos membros do elenco e da equipe sofreram picadas como resultado. Já que isso ocorreu na sexta-feira, a pausa do fim de semana deu tempo para o inchaço diminuir; Shatner, todavia, necessitou de maquiagem extra para esconder as picadas na segunda-feira. As filmagens se encerraram em 28 de julho de 1965, com as últimas cenas gravadas sendo parte da briga entre Kirk e Mitchell. Apesar do calendário ter permitido sete dias de filmagem, requereu-se nove, a estimativa inicial de Justman. O custo total foi de US$ 300.000, por volta da metade do custo de "The Cage".

## Remasterização
Em 2006, "Where No Man Has Gone Before" foi remasterizado e foi ao ar em 20 de janeiro de 2007, como parte da remasterização do aniversário de 40 anos da série original. Foi precedido na semana anterior por "Wink of an Eye" e sucedido na semana seguinte por "For the World Is Hollow and I Have Touched the Sky". Além da remasterização de áudio e vídeo, e das animações computadorizadas da Enterprise, mudanças específicas para o episódio incluem:
- A Enterprise tem sua aparência igual a do modelo usado nos episódios pilotos. As notáveis diferenças incluem as antenas na frente dos coletores Bussard das naceles de dobra (enquanto a Enterprise pós-pilotos tem domos translúcidos com luzes), um domo da ponte mais alto e um escudo defletor maior.
- As tomadas de estabelecimento da Enterprise possuem uma imagem da Via Láctea ao fundo.
- A faixa rosa da Grande Barreira foi revisada e recebeu uma animação com uma aparência de nuvens de tempestade.
- As cenas dentro da barreira também foram revisadas e melhoradas.
- O planeta Delta Vega recebeu uma aparência mais fotorrealista.
- Correções de cores também foram feitas, como resultado as vestes de comando de Kirk e Spock revelaram ter uma coloração verde distinta, diferente das vestes douradas usadas por muitos da tripulação.[6]

## Recepção
Zack Handlen da The A.V. Club deu ao episódio uma nota "B+", descrevendo-o como "um episódio embaraçoso" porém "não sem os seus charmes". Em 2009, a IGN fez uma lista contendo os 10 melhores episódios da série original, escolhendo "Where No Man has Gone Before" como o número 6.